# Airbus A300
Airbus A300 je srednje veliko dvomotorno reaktivno potniško letalo evropskega proizvajalca Airbus. Je prvo širokotrupno dvomotorno letalo na svetu in prvo Airbusovo letalo. Običajno ima 266 sedežev v trorazredni konfiguraciji in leti do 7500 km daleč. Boeing je na uspeh A300 odgovoril z Boeingom 767.
Letalo so izdelali v 561 primerkih v letih od 1974 do 2007, celotna družina A300/A310 pa je zbrala 878 naročil. Zelo priljubljena je tovorna različica A300 Freighter, ki se še danes široko uporablja. Letalo in njegova izvedenka A310 od leta 2007 nista več v proizvodnji. Nova naročila za tovorno verzijo se prenašajo na A330F.
Sprva je bila uporaba letala zaradi samo dveh motorjev precej omejena. Letel je lahko največ uro leta do najbližjega letališča, leti nad morji so bili tako precej omejeni. Leta 1977 je bilo A300 prvo letalo, ki je dobilo dovoljenje za Extended Range Twin Operations (ETOPS) operacije dvomotornih letal. Zadnja verzija A300-600R je dobila 180 minutni ETOPS, kar pomeni, da lahko v primeru odpovedi enega motorja do najbližjega letališča leti do tri ure.
A300 je pokazal, da širokotrupna letala niso najbolj primerna za kratke lete. Letalske družbe so z njihovo uporabo zmanjšale število letov, da bi napolnile večji A300. S tem pa so izgubile potnike v primerjavi z letalskimi družbami, ki so uporabljale več letov manjših ozkotrupnih letal. To je kasneje privedlo do razvoja ozkotrupnega A320.

## Specifikacije
|                                             | A300B4                                                                  | A300-600R                                                               | A300-600F                                               |
| ------------------------------------------- | ----------------------------------------------------------------------- | ----------------------------------------------------------------------- | ------------------------------------------------------- |
| Tipično število sedežev                     | 220 potnikov (3 razredi) 266 potnikov (2 razreda) 345 potnikov (največ) | 220 potnikov (3 razredi) 266 potnikov (2 razreda) 345 potnikov (največ) | N/A                                                     |
| Tovorna kapaciteta                          | + 22/23 LD3 zabojnikov s spodnjem tovornem prostoru                     | + 22/23 LD3 zabojnikov s spodnjem tovornem prostoru                     | 15 (21) palet na glavni ploščadi + 22/23 LD3 zabojnikov |
| Dolžina trupa                               | 52,79 m                                                                 | 53,30 m                                                                 | 53,30 m                                                 |
| Dolžina (skupno)                            | 53,62 m                                                                 | 54,08 m                                                                 | 54,08 m                                                 |
| Razpon kril                                 | 44,84 m                                                                 | 44,85 m                                                                 | 44,85 m                                                 |
| Površina kril                               | 260 m²                                                                  | 260 m²                                                                  | 260 m²                                                  |
| Višina                                      | 16,62 m                                                                 | 16,62 m                                                                 | 16,62 m                                                 |
| Največja širina kabine                      | 5,28 m                                                                  | 5,28 m                                                                  | 5,28 m                                                  |
| Premer trupa                                | 5,64 m                                                                  | 5,64 m                                                                  | 5,64 m                                                  |
| Prazna operativna teža                      | 88500 kg                                                                | 90900 kg                                                                | 81900 kg                                                |
| MTOW                                        | 165000 kg                                                               | 171700 kg                                                               | 170500 kg                                               |
| Vzletna razdalja pri MTOW (MSA, nivo morja) | N/A                                                                     | 2324 m                                                                  | 2324 m                                                  |
| Potovalna hitrost                           | Mach 0,78 (956 km/h; 516 kn) na višini 35,000 ft                        | Mach 0,78 (956 km/h; 516 kn) na višini 35,000 ft                        | Mach 0,78 (956 km/h; 516 kn) na višini 35,000 ft        |
| Največja hitrost                            | Mach 0,86                                                               | Mach 0,82 (1.005 km/h; 542 kn) na višini 35,000 ft                      | Mach 0,82 (1.005 km/h; 542 kn) na višini 35,000 ft      |
| Dolet (polno naložen)                       | 6.670 km (3.600 nmi)                                                    | 7.540 km (4.070 nmi)                                                    | 4.850 km (2.620 nmi)                                    |
| Največja kapaciteta goriva                  | 62900 L                                                                 | 68150 L                                                                 | 68150 L                                                 |
| Motor (x2)                                  | CF6-50C2 ali JT9D-59A                                                   | CF6-80C2 ali PW4158                                                     | CF6-80C2 ali PW4158                                     |
| Posadka                                     | 3                                                                       | 2                                                                       | 2                                                       |

Viri:

### Motorji
| Model       | Datum | Motor                               |
| ----------- | ----- | ----------------------------------- |
| A300B2-1A   | 1974  | General Electric CF6-50A            |
| A300B2-1C   | 1975  | General Electric CF6-50C            |
| A300B2K-3C  | 1976  | General Electric CF6-50CR           |
| A300B4-2C   | 1976  | General Electric CF6-50C            |
| A300B4-103  | 1979  | General Electric CF6-50C2           |
| A300B4-120  | 1979  | Pratt & Whitney JT9D-59A            |
| A300B2-203  | 1980  | General Electric CF6-50C2           |
| A300B4-203  | 1981  | General Electric CF6-50C2           |
| A300B4-220  | 1981  | Pratt & Whitney JT9D-59A            |
| A300B4-601  | 1988  | General Electric CF6-80C2A1         |
| A300B4-603  | 1988  | General Electric CF6-80C2A3         |
| A300B4-620  | 1983  | Pratt & Whitney JT9D-7R4H1          |
| A300B4-622  | 2003  | Pratt & Whitney PW4158              |
| A300B4-605R | 1988  | General Electric CF6-80C2A5         |
| A300B4-622R | 1991  | Pratt & Whitney PW4158              |
| A300F4-605R | 1994  | General Electric CF6-80C2A5 or 2A5F |
| A300F4-622R | 2000  | Pratt & Whitney PW4158              |
| A300C4-605R | 2002  | General Electric CF6-80C2A5         |